# Salticus afghanicus
Salticus afghanicus är en spindelart som beskrevs av Logunov, Zamanpoore 2005. Salticus afghanicus ingår i släktet Salticus och familjen hoppspindlar. Inga underarter finns listade i Catalogue of Life.